# Герб Старокостянтинівського району
Герб Старокостянтинівського району — офіційний символ Старокостянтинівського району, затверджений 11 жовтня 2004 р. рішенням сесії районної ради.

## Опис
Щит червоний, поділений чотиричасно срібним нитяним стовпом та зеленим поясом, на якому срібна хвиляста нитяна балка. У першому полі срібна постать святого Юрія Змієборця ліворуч. У другому полі срібна «Погонь» праворуч. У третьому полі срібний уширений волинський хрест. У четвертому полі срібна фігура «Огоньчик» над «Лелівою». Намет червоний, підбитий золотом. Над наметом три золотих колоса пшениці, обабіч — дві синьо-жовті стрічки. На колосся покладений малий державний герб України.